# مانت کارمل (فلوریدا)
مانت کارمل (به انگلیسی: Mount Carmel) یک منطقهٔ مسکونی در ایالات متحده آمریکا است که در فلوریدا واقع شده‌است. مانت کارمل ۲۲۷ نفر جمعیت دارد و ۷۸٫۰۳ متر بالاتر از سطح دریا واقع شده‌است.